# Первая мировая выставка межпланетных аппаратов и механизмов
Первая мировая выставка межпланетных аппаратов и механизмов — международная негосударственная выставка о перспективах освоения космоса аппаратами, проведённая в Советской России в течение двух месяцев 1927 года.
Открылась в Москве на Тверской улице 10 февраля (по другим данным — в апреле) для популяризации трудов К. Э. Циолковского по инициативе его друга по переписке — Александра Яковлевича Фёдорова, члена Ассоциации изобретателей (АИИЗ), при которой в 1926 году была создана Межпланетная секция.
На выставке впервые были публично представлены наработки и проекты космических аппаратов от многих советских и иностранных изобретателей, в том числе работы Н. И. Кибальчича, К. Э. Циолковского, Роберта Годдарда (США), Робера Эсно-Пельтри (Франция), Макса Валье (Германия), Германа Гансвиндта (Германия), Германа Оберта (Румыния), Уэльша (Англия) и других пионеров ракетной техники. Была оформлена витрина, имитирующая лунный пейзаж, сконструированы макеты космических аппаратов.